# Уни (река)
Уни — река в Юкаменском районе Удмуртии в России. Устье реки находится в 102 км по левому берегу Лекмы. Длина реки составляет 17 км.
Берёт начало на Красногорской возвышенности, течёт на северо-восток, впадает в реку Лекма напротив деревни Жуки. Имеет несколько мелких притоков. Ширина русла до 7 метров, глубина до 0,4 метра, дно укрыто водорослями. Через реку построен мост, а также небольшие пруды, площадь самого большого из которых составляет 0,13 км², находящегося возле бывшей деревни Останапьево. На реке расположены деревни Верх-Уни и Ситники.
По данным государственного водного реестра России относится к Камскому бассейновому округу. Код водного объекта — 10010300112111100033346.